# Fun with Dick and Jane
Fun with Dick and Jane är en amerikansk komedi från 2005 i regi av Dean Parisot med Jim Carrey, Téa Leoni och Alec Baldwin i huvudrollerna. Filmen hade Sverigepremiär den 27 januari 2006.
Filmen är en nyinspelning på filmen Vad sägs om ett litet rån? från 1977 med George Segal och Jane Fonda i huvudrollerna.

## Handling
Dick Harper och hans fru Jane lever det perfekta livet. Dick har just blivit befordrad och övertalat Jane att sluta sitt jobb, så att hon kunde stanna hemma med deras son Billy mer. Men snart visar det sig att Dicks chef Jack McCallister har fifflat med företaget, tagit hela budgeten och stuckit utomlands. Därmed är det Dick som får ta skulden och förlorar sitt jobb som alla andra i det företaget (Globodyne). Båda är arbetslösa och förlorar alla sina ägodelar, till och med gräsmattan. Och till slut tar Dick och Jane till alla medel för att slippa sälja deras stora fina villa.

## Medverkande
- Jim Carrey - Dick Harper
- Téa Leoni - Jane Harper
- Alec Baldwin - Jack McCallister
- Richard Jenkins - Frank Bascombe
- Angie Harmon - Veronica Cleeman
- John Michael Higgins - Garth